# Maison Pflüger
Pour les articles homonymes, voir Pflüger.
La maison Pflüger (en allemand : Pflügerische Behausung) se situe à Bouxwiller (Bas-Rhin), au no 29 de la Grand-Rue. L'édifice est inscrit aux monuments historiques français depuis le 30 octobre 1930.

## Histoire
Cet immeuble fut construit en 1667 pour le cordier Hans Georg Pflüger. Son écusson est représenté sur la porte d'entrée avec ses initiales HGP, lesquelles figurent également sur la fenêtre centrale du premier étage de l'oriel avec les initiales de son épouse, MAP, et la date 1667. Sur la même fenêtre, se situent la même date et les initiales : MI PP. La vitrine de la boutique du rez-de-chaussée a remplacé deux fenêtres moulurées à un et deux meneaux.

## Description
La maison située entre deux venelles est de plan rectangulaire allongé avec le pignon et un oriel visible depuis la Grand-Rue. Le rez-de-chaussée est construit en maçonnerie. Sa porte d'entrée, ancienne et moulurée est ornée d'un écu comportant l'emblème des cordiers. La vitrine moderne est en bois et l'encadrement en grès. 
Les deux étages et le pignon, en léger encorbellement, sont édifiés en pan de bois richement sculpté. Les fenêtres dans les angles ont leurs chambranles saillants et sculptés, à un et deux meneaux. Les allèges sont ornées de divers motifs dont des losanges moulurés et des chaises curules. 
L'oriel est décentré et de forme pentagonal avec un toit en dôme galbé. Ses fenêtres contiguës à chambranles saillants sont sculptés de divers motifs géométriques et végétaux, de têtes et d'une sirène.
Dans l'immeuble se trouve un remarquable escalier à vis en bois qui désert 3 niveaux. Fait assez inhabituel, il a été totalement démonté et modifié de places à deux reprises au sein de la même maison. En 2020, il a été prolongé d'un étage vers la cave en suivant le modèle d'origine (cette partie a été réalisé en grès de Rothbach).

## Propriétaires successifs
- Le cordier Hans Georg Pflüger (HGP) et Marie Agathe Pflüger (MAP) née Haberkorn. Ils se sont mariés le 28 novembre 1643 à Bouxwiller et ont fait construire cette maison en 1667.
- Famille Silbereisen.
- Famille Strehlen jusqu'en 2016. Gérant de la quincaillerie pendant plus de 70 ans.
- Depuis 2019, un ébéniste s'est installé dans l'immeuble dont le rez-de-chaussée est utilisé comme atelier.

## Oriel (photographies)

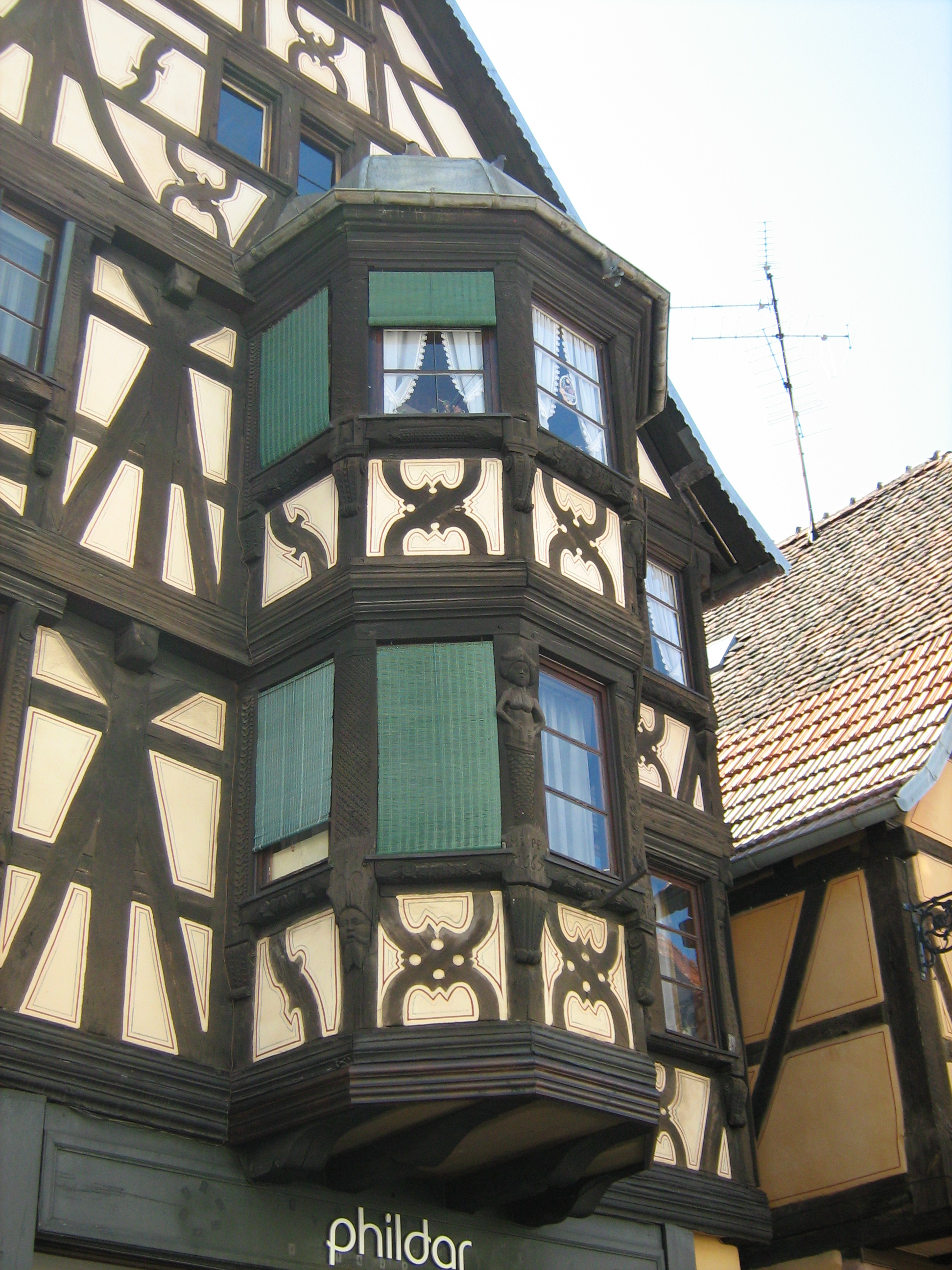
Oriel (vue générale).
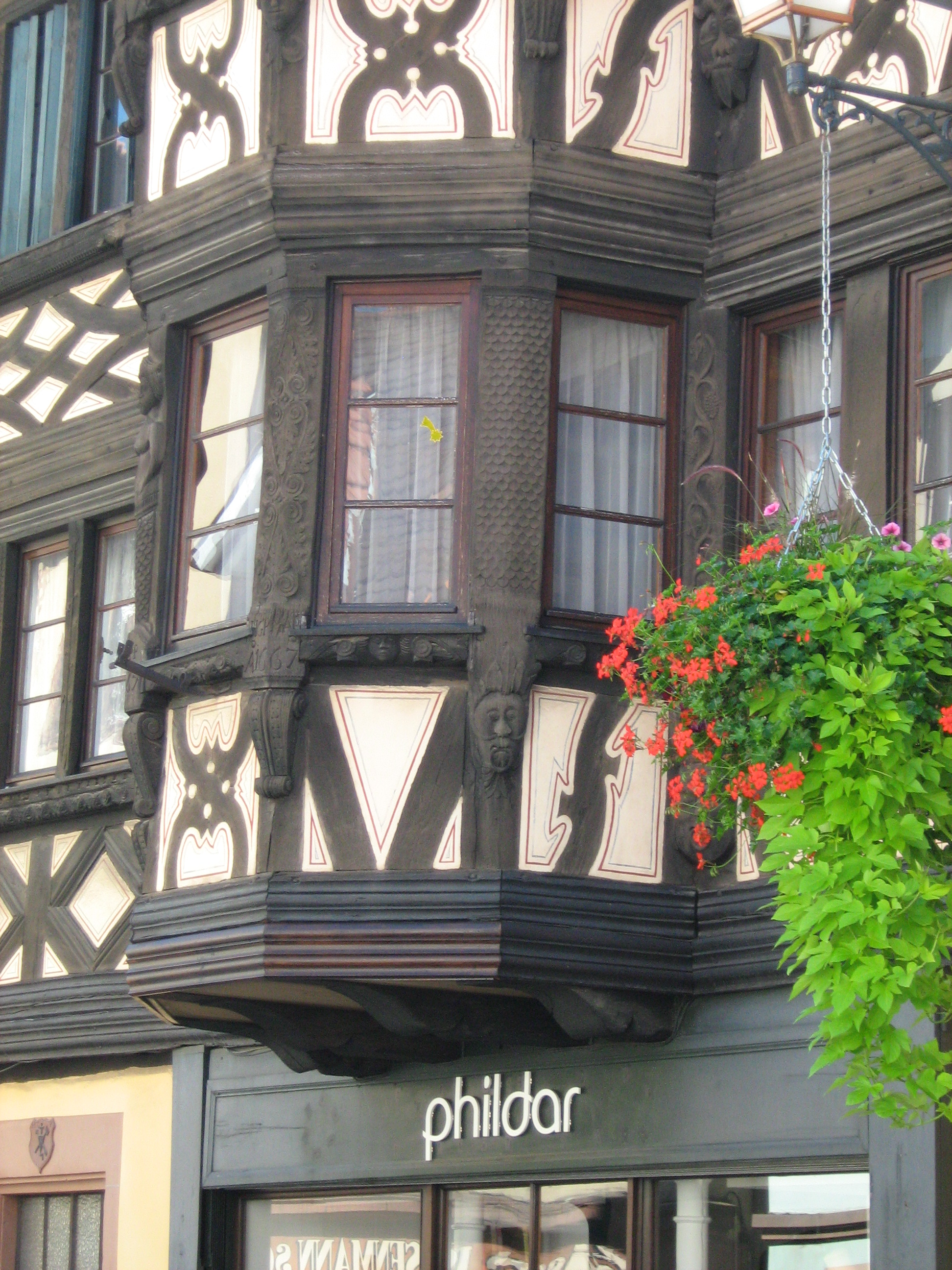
Oriel (bas).
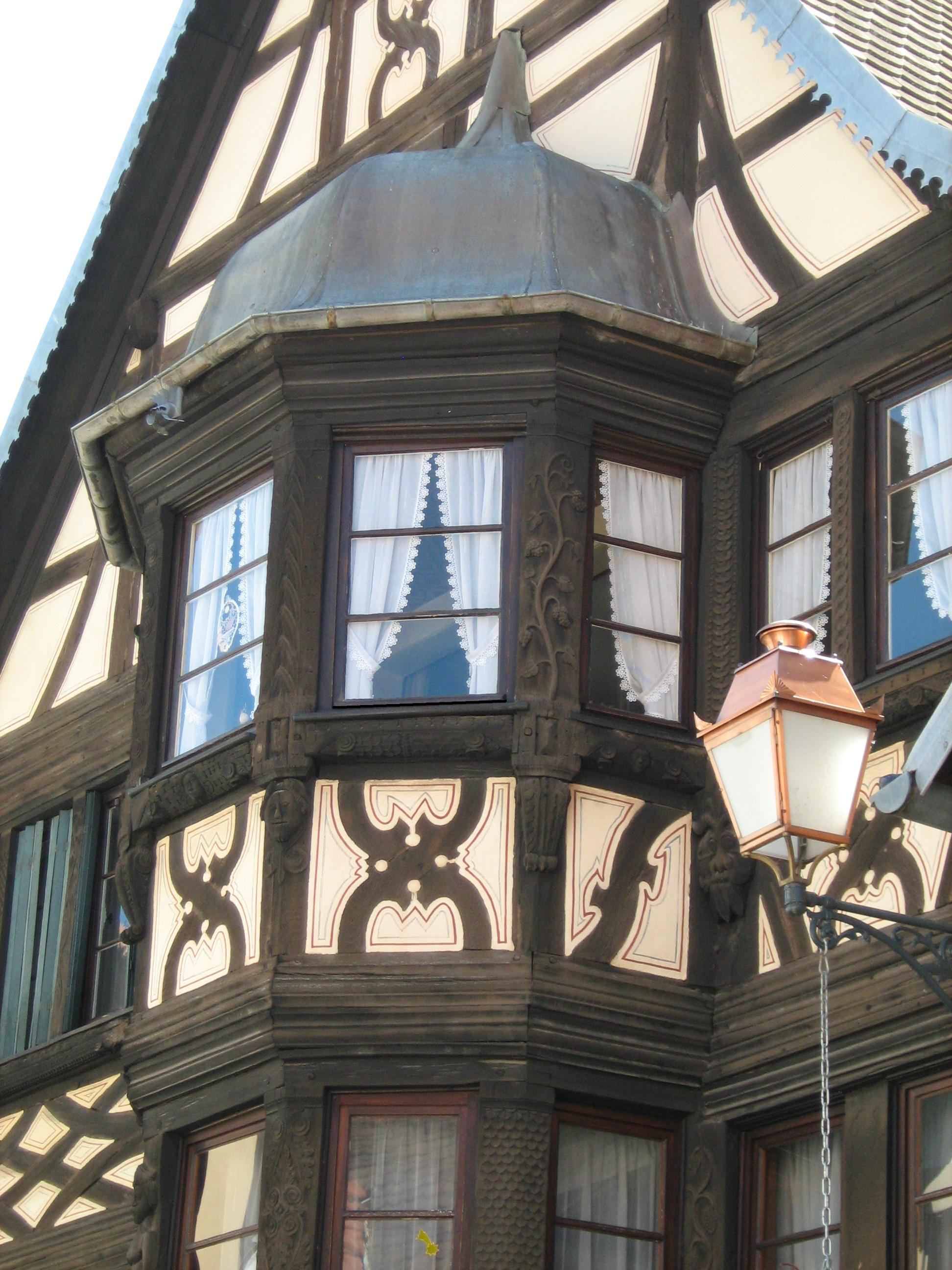
Oriel (haut).
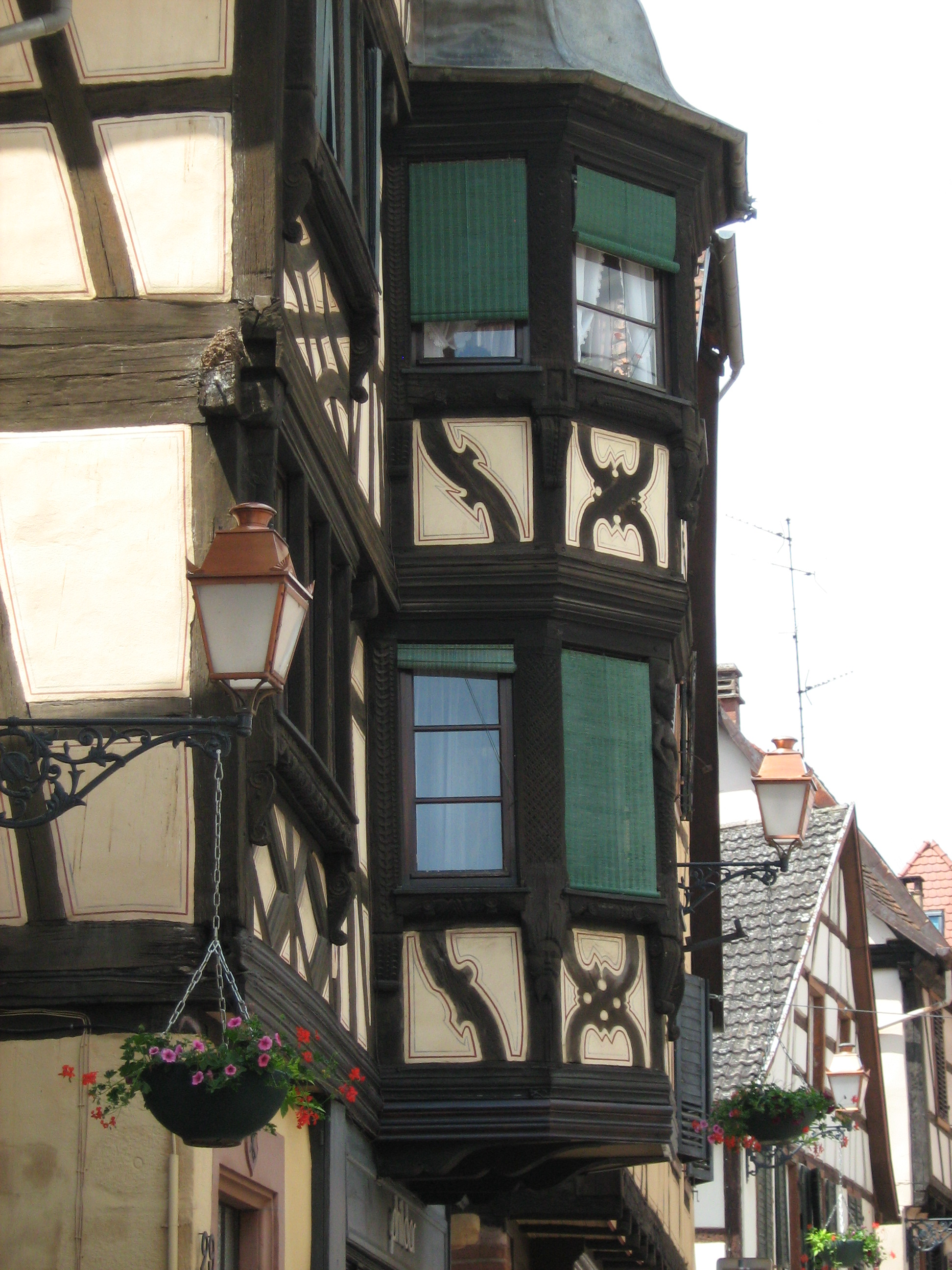
Oriel (vue latérale).

## Sirène (photographies)

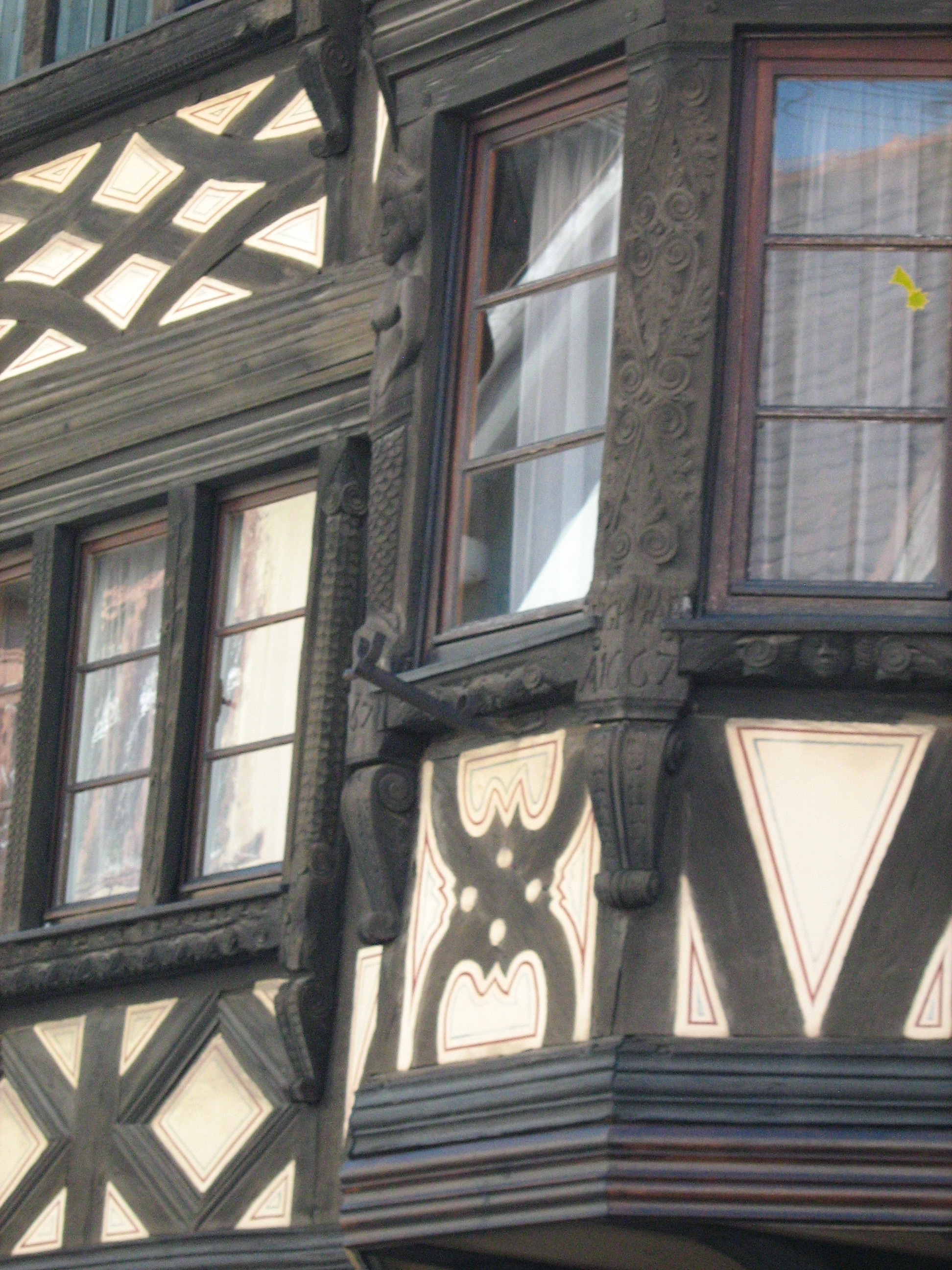
L'oriel (détail) et la sirène.
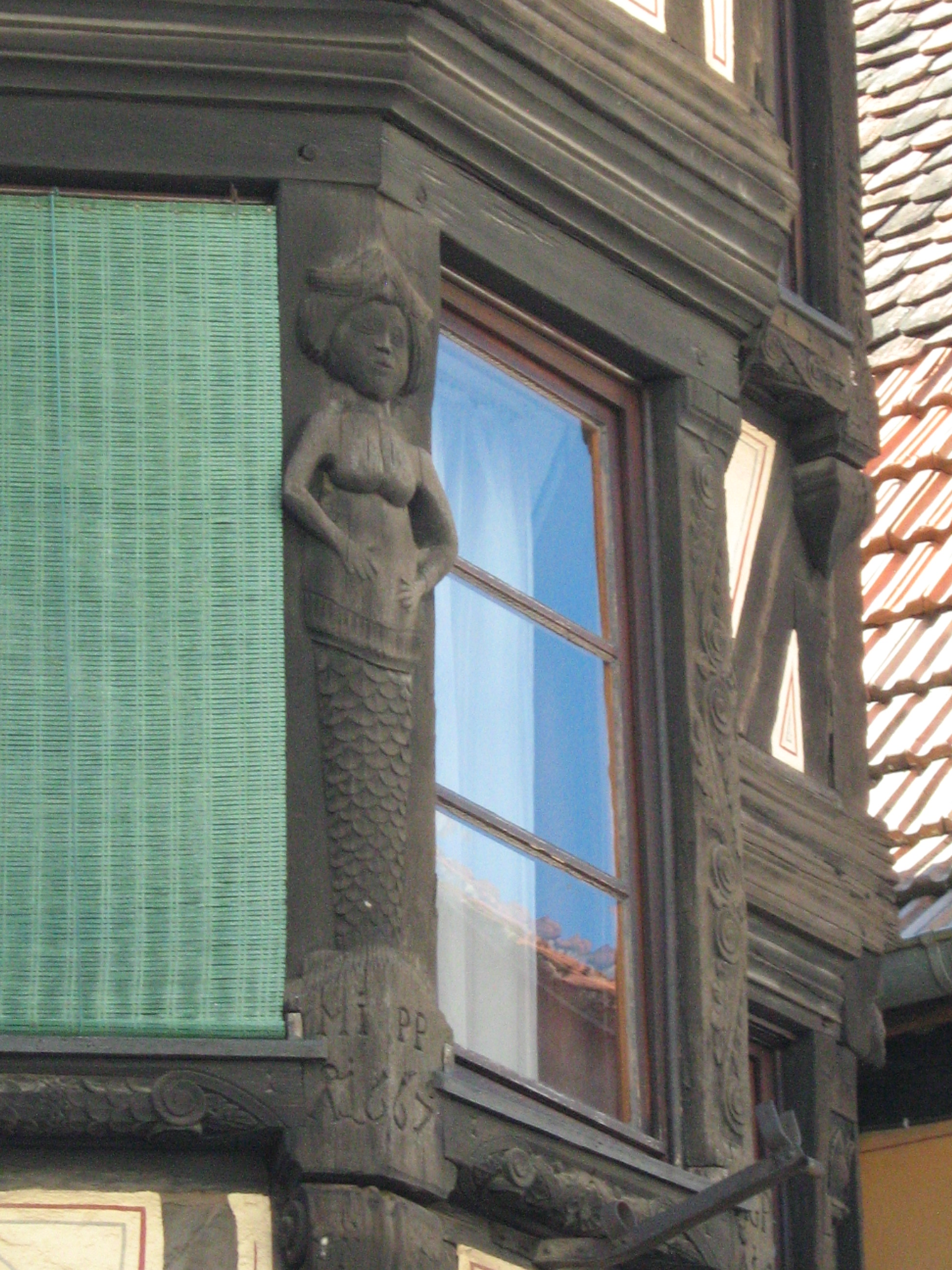
La sirène.

## Motifs sculptés de l'oriel (photographies)

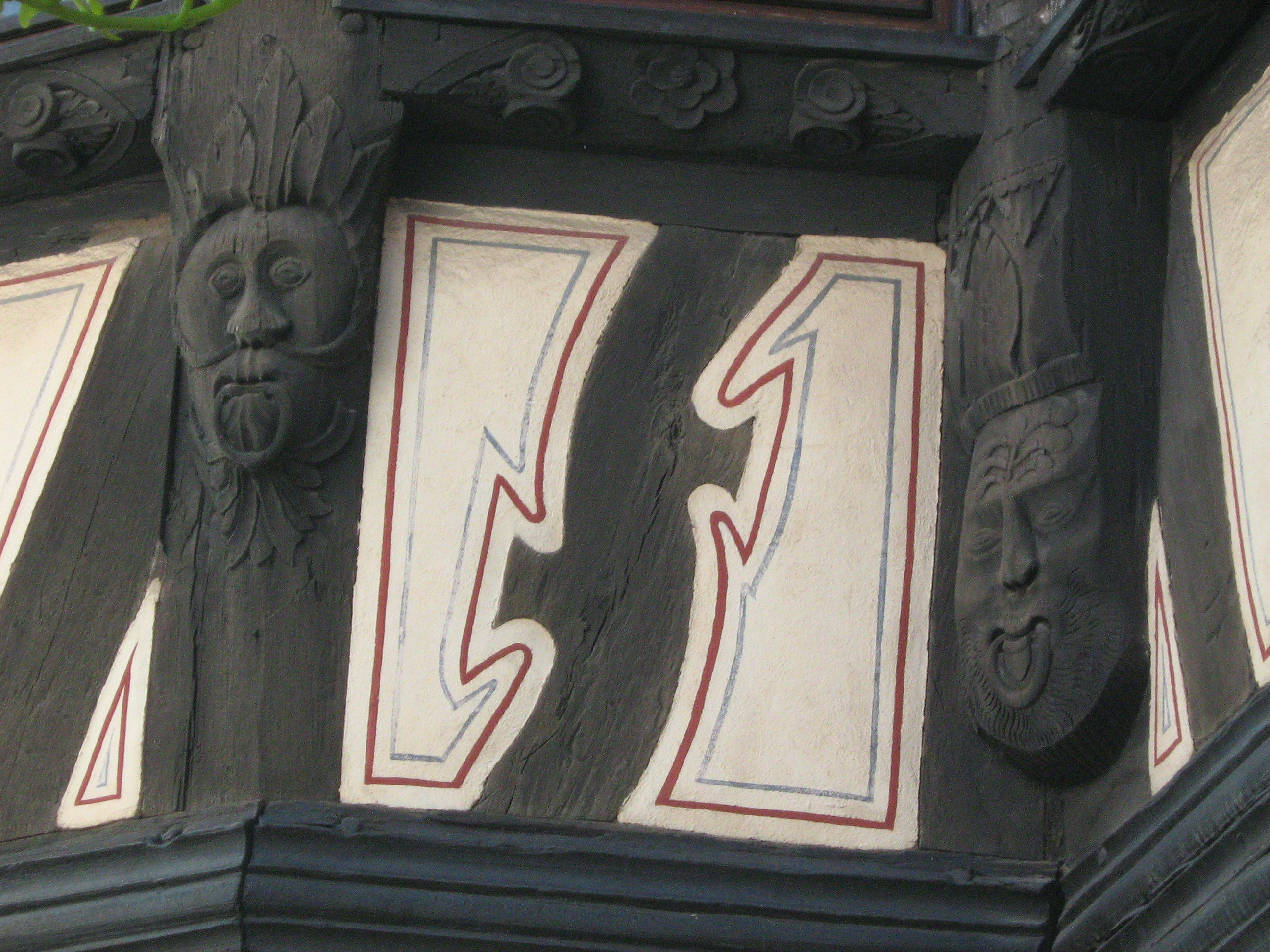
Deux têtes.
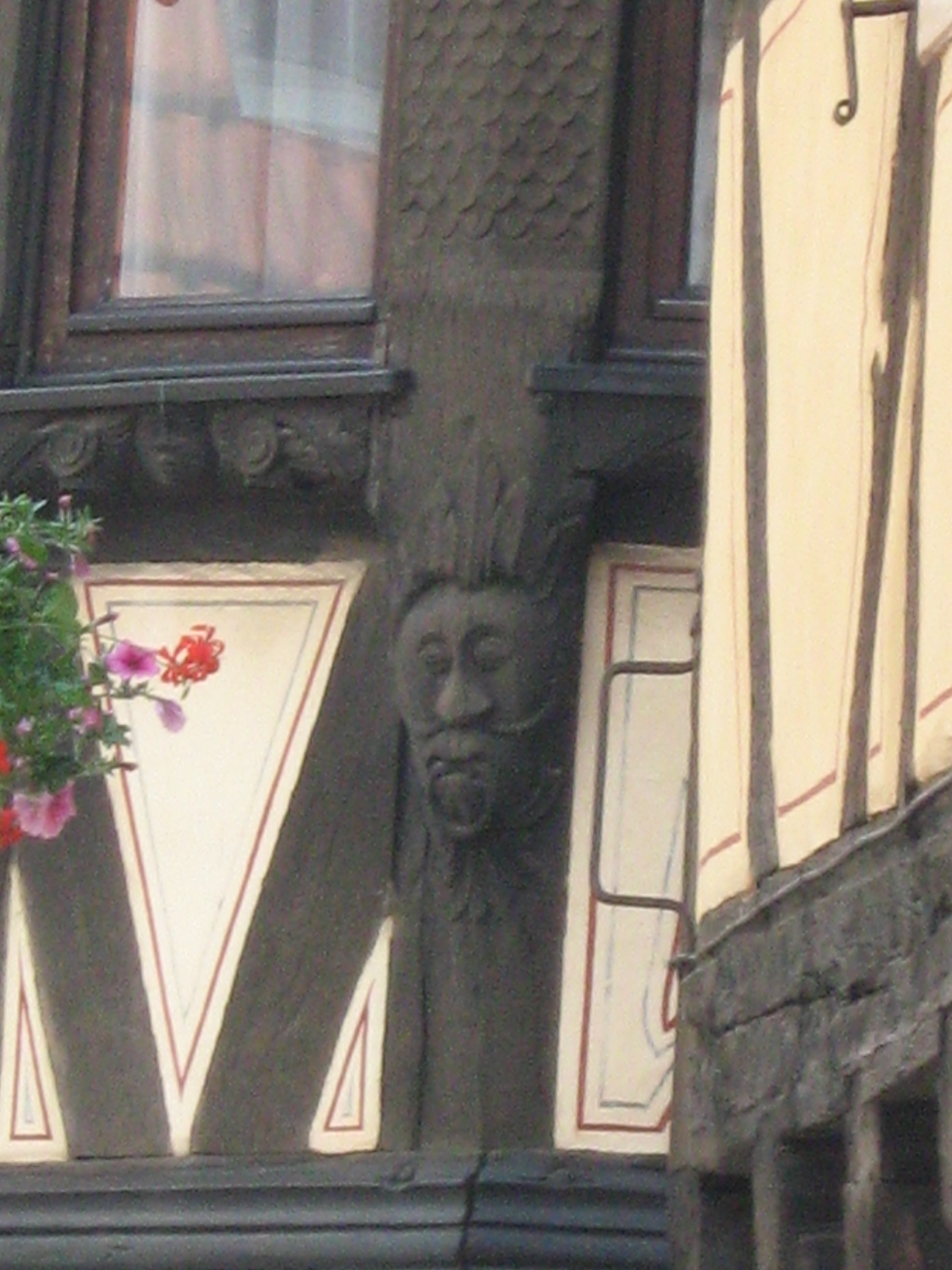
Tête.
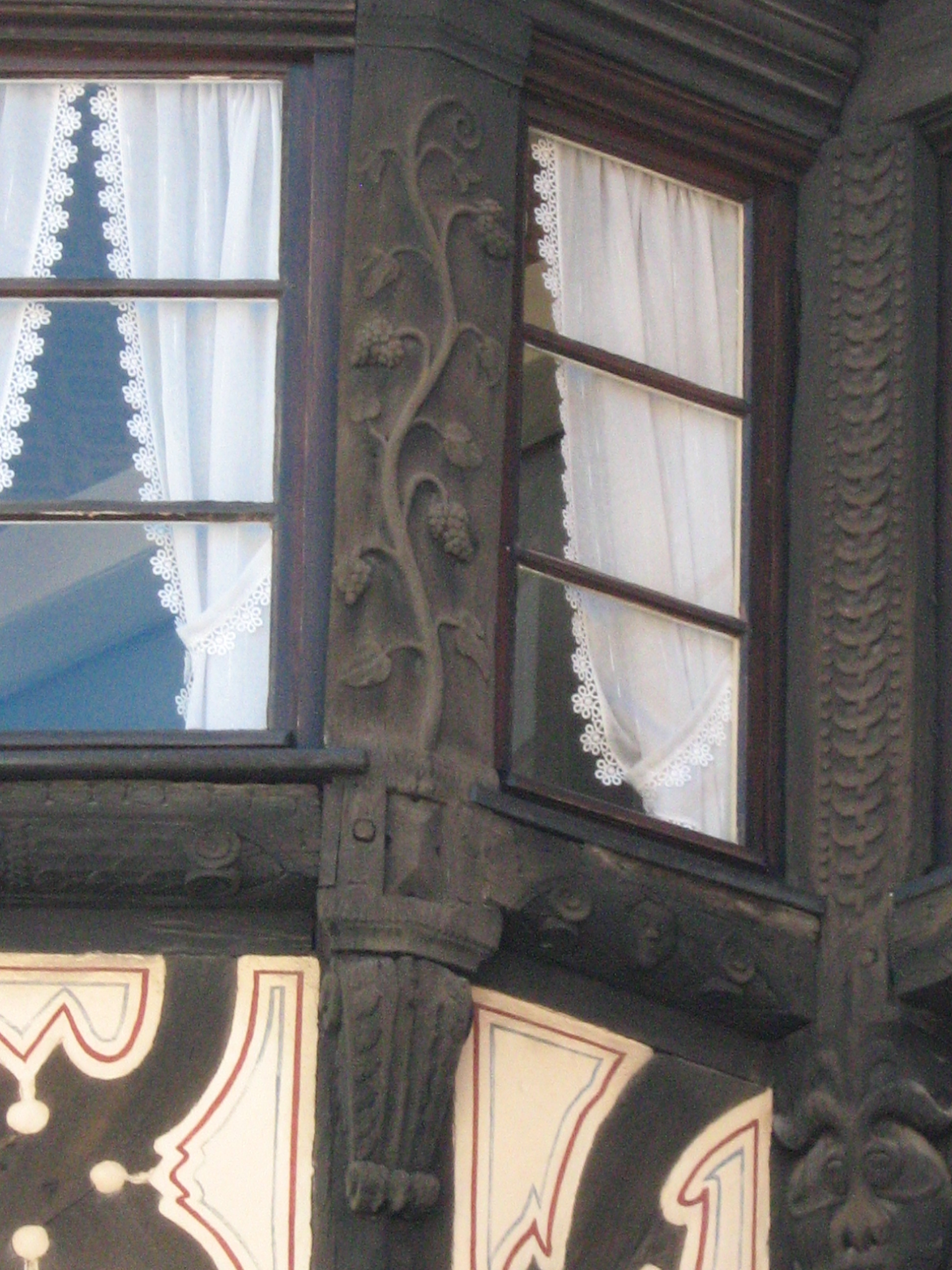
Une vigne.